# Elton John AIDS Foundation
La Elton John AIDS Foundation (EJAF) è una delle principali organizzazioni non profit esistenti al mondo; è stata fondata da Sir Elton John (scosso dal triste caso del giovane Ryan White) con il preciso obiettivo di finanziare la ricerca e la prevenzione contro l'AIDS.
La Elton John AIDS Foundation (EJAF) fu istituita negli Stati Uniti nel 1992 (la sede ufficiale è situata a New York) e nel 1993 nel Regno Unito (EJAF-UK; la sede ufficiale è localizzata a Londra). Entrambe forniscono supporti e aiuti diretti alle persone sieropositive, promuovendo protezioni innovative al virus dell'HIV e sensibilizzando la prevenzione contro la malattia; la EJAF opera in America del Nord, America del Sud e nell'area caraibica, mentre la EJAF-UK si occupa dell'Africa, dell'Asia e dell'Europa. Sir Elton stesso si reca di buon grado a controllare l'operato delle istituzioni da lui fondate; per anni, tutte le royalties dei suoi singoli pubblicati negli Stati Uniti e in Gran Bretagna, oltre ai proventi dei numerosi concerti di beneficenza, sono andati a confluire nella fondazione che si dimostra, caso più unico che raro, veramente efficace e trasparente nei suoi scopi.
Ogni anno, inoltre, vengono regolarmente organizzati una serie di eventi che hanno come unico intento quello di raccogliere finanziamenti per la fondazione. Dai suoi inizi, la Elton John AIDS Foundation ha raccolto oltre 150 milioni di dollari utilizzati per supportare programmi di lotta e di ricerca in 55 paesi nel mondo.

## Patroni
La seguente lista dei patroni è aggiornata all'agosto 2012:
- Waheed Alli, Baron Alli
- Boris Becker
- David Beckham
- Victoria Beckham
- Arpad Busson
- David Frost
- Elizabeth Hurley
- Annie Lennox
- Tamara Mellon
- George Michael
- Simon Rattle
- Grey Ruthven, II conte di Gowrie
- Sting
- Trudie Styler
- Neil Tennant
- Emma Thompson
- Donatella Versace